# IIHF University Challenge Cup of Asia
La Challenge Cup of Asia universitaria (ufficialmente: IIHF University Challenge Cup of Asia) è stato un torneo per nazionali di hockey su ghiaccio asiatiche composte da studenti universitari, che si è svolto annualmente, per due stagioni, dal 2010, anno in cui, assieme al torneo femminile, si è affiancato all'equivalente maschile maggiore, l'IIHF Challenge Cup of Asia.
Dopo due edizioni è stato sostituito dai tornei Under 20 ed Under 18.

## Albo d'oro
| Anno | Primo posto | Secondo posto | Terzo posto | nr. partecipanti | Paese ospitante     |
| ---- | ----------- | ------------- | ----------- | ---------------- | ------------------- |
| 2010 | Giappone    | Corea del Sud | Cina        | 3                | Seul, Corea del Sud |
| 2011 | Giappone    | Corea del Sud | Cina        | 4                | Changchun, Cina     |